# Veronica D'Agostino
Veronica D'Agostino (Lampedusa e Linosa, 28 novembre 1985) è un'attrice italiana.

## Carriera
Nata nel 1985 a Lampedusa, nel 2002 interpreta la parte di Marinella in Respiro di Emanuele Crialese. Nel 2009 partecipa a La siciliana ribelle di Marco Amenta nel ruolo di Rita Mancuso, storia e personaggio liberamente ispirati alla vita di Rita Atria e al suo tentativo di collaborazione con il procuratore capo di Marsala Paolo Borsellino, bruscamente interrotto dall'uccisione di quest'ultimo e dal successivo suicidio della stessa Rita. Nel 2012 torna al cinema con il film a basso costo Vento di Sicilia, dove interpreta la parte di Maria.

## Filmografia parziale

### Cinema
- Respiro, regia di Emanuele Crialese (2002)
- La siciliana ribelle, regia di Marco Amenta (2009)
- Vento di Sicilia, regia di Carlo Fusco (2012)

### Televisione
- Paolo Borsellino, regia di Gianluca Maria Tavarelli - Miniserie TV (2004)
- I segreti del mare - Non siamo mai soli, regia di Tony Colapinto - Mediometraggio (2008)